# Kyoga-tó
A Kyoga-tó sekély vizű, nagy kiterjedésű tó Ugandában. Vízfelülete eléri az 1720 négyzetkilométert. A tó 1034 méteres tengerszint feletti magasságban fekszik. A Fehér-Nílus folyik keresztül a tavon, miközben a Viktória-tótól az Albert-tó felé veszi az irányt. A tó vizének másik forrása az Elgon-hegy vidékéről származik, amely Uganda és Kenya határán fekszik. A Kyoga-tó a Nagy-tavak rendszer részét képezi, jóllehet a tó saját maga nem tartozik a nagy tavak közé.
A tó mélysége átlagosan 5,7 méter, ugyanakkor a tó legnagyobb részén kevesebb, mint 4 méter a vízmélység. Azokon a területeken, ahol a vízmélység nem éri el a 3 métert ott sok helyen tündérrózsafélék borítják a víz felszínét. A tó mocsaras partján papirusznád és közönséges vízijácint burjánzik. A papirusznád több helyütt úszó szigeteket alkot a víz színén. A tó körüli kiterjedt vizenyős területeket kisebb vízfolyások és folyók táplálják. A közeli Kwania-tó kisebb a Kyoga-tónál, ám jóval mélyebb nála.
A tóban 46 halfaj létezését azonosították, valamint számos krokodil él a tó vizében.
Az 1997-1998-as időszakban bekövetkezett El Niño időjárási jelenség ezen a vidéken heves esőzéseket okozott, amelynek következtében szélsőséges mértékben megemelkedett a vízszint. A víz elöntötte a papirusznád és a vízijácint telepeit és a növényi maradványok felgyülemlettek a tónak azon a részén, ahol a Fehér-Nílus elhagyja a tavat. A természetes folyamat során kialakult gát elzárta a tóból lefolyó víz útját, ezért a környező területeken 580 négyzetkilométert öntött el az áradás. Emiatt a lakosságot ki kellett telepíteni az érintett vidékekről, amely népgazdasági károkat okozott. 2004-ben az egyiptomi kormány 13 millió amerikai dollárt adományozott az országnak, hogy a Nílus Kyoga-tó környéki medrét helyreállítsák.

## Fordítás
Ez a szócikk részben vagy egészben  a   Lake Kyoga című angol Wikipédia-szócikk ezen változatának fordításán alapul.  Az eredeti cikk szerkesztőit annak laptörténete sorolja fel. Ez a jelzés csupán a megfogalmazás eredetét és a szerzői jogokat jelzi, nem szolgál a cikkben szereplő információk forrásmegjelöléseként.

## Külső hivatkozások
- Uganda folyói és tavai
- Lake Kyoga (A világ tavainak adatbázisa)
- Modelling Lake Kyoga (Környezetvédelmi Hatásvizsgáló Központ, Finnország)